# ローレル・キャニオン
ローレル・キャニオン（Laurel_Canyon）は、カリフォルニア州ロサンゼルス市のハリウッド・ヒルズ・ウェスト地区にあるサンタモニカ山地のハリウッド・ヒルズ地域にある、山がちなエリア。

## 解説
幹線道のローレル・キャニオン・ブールバードが、ベンチュラ・ブールバードとハリウッド・ブールバードの間に位置し、より都市化されたロサンゼルスの地域と南北に接続している。
元々はトングヴァ族が住んでいたが、20世紀初頭に不動産業者が近隣のルックアウト・マウンテンの斜面に沿って別荘地を作り、これが後のローレル・キャニオン地区の核となった。隔離されていて険しい地形と、ハリウッドの多数の映画スタジオに近いことから特にハリウッドの黄金時代に多くの映画スターが家を構えるのに理想的だったことから、後に有名人の街として発展していった。レイモンド・チャンドラーが創作した『長いお別れ』の私立探偵フィリップ・マーロウは1950年代初期にローレル・キャニオンのユッカ・アヴェニューに住んでいた。
1960年代にはこの近辺はこの地域のカウンターカルチャーの中心地となっており、数多くの著名なフォークやロックミュージシャンがこの地域に移り住み、音楽的コラボレーションの結節点となっていた。1970年代後半には、ドラッグの流通を含む犯罪行為がワンダーランド・ギャング（ローレル・キャニオンの大通りにちなんで名付けられた）によって管理され、1981年に起こった悲惨な四重殺人事件であるワンダーランド殺人事件と関連づけられるようになった。

## 地理
ローレル・キャニオンは、中心の幹線道路であるローレル・キャニオン・ブールバードが注目されている。しかしながら、近隣の他の渓谷地域とはことなり、ローレル・キャニオンではマルホランド・ドライブまでのメインストリートの片側に家が並んでいる。主な谷筋から数多くの脇道が伸びているが、ほとんどが袋小路になっていることから近隣の自己完結性が強められている。主な脇道としてはマウント・オリンパス、カークウッド、ワンダーランド・アベニュー、ウィロー・グレン、ルックアウト・マウンテン・アベニューなどがある。この地域のZIPコードは90046である。
ローレル・キャニオン・ブールバードはウェスト・ハリウッド、ハリウッド、セントラル・ロサンゼルス、スタジオシティおよびサンフェルナンド・バレー東部を南北に結ぶ重要な道路となっている。渓谷の二つの地域はマルホランド・ドライブで分けられている。
ローレル・キャニオン地域は、一般に西と南をウェスト・ハリウッドに、東をハリウッドに、北をスタジオ・シティに接している。

## 歴史

### トングヴァ先住民
ローレル・キャニオンには、何千年もの間、カリフォルニア州の先住民であるトングヴァ族が住んでいた。年間を通して湧水を水源とした小川が流れ、水を供給していた。
安定した水の供給は、18世紀末から19世紀初頭にかけて丘の斜面で羊の放牧を始めた入植したスペイン人牧場主を惹きつけた。米墨戦争後の1850年にカリフォルニア州が制定されると、水利権に関心を持つアメリカ人がこの地域に住み着いた。

### ルックアウト・マウンテン
20世紀まで、渓谷を上るには徒歩かラバが使われていた。1907年に、後にローレル・キャニオン・ブールバードと名付けられる延長132 km (82 mi)の未舗装の道路が作られた。この道は渓谷を駆け上がり、現在のルックアウト・マウンテン・ロードと分岐している。左の道はルックアウト・マウンテンの頂上まで上り、右の道がサンタモニカ山地の尾根を越えてサンフェルナンド・バレーに下っている。
1908年に、ローレル・キャニオンのすぐ西のルックアウト・マウンテンの280エーカーを購入するためにルックアウト・マウンテン・パーク・アンド・ウォーター・カンパニーが設立され、土地を分割して別荘地として売り出した。1908年8月14日に、ロサンゼルス・タイムズ紙が同社がルックアウト・マウンテンの頂上にルックアウト・マウンテン・インを建設し、さらにサンセット・プラザ・ロード、ルックアウト・マウンテン・パーク、ローレル・キャニオン・ブールバード沿いのバンガロー・ランドおよびルックアウト・マウンテン・アベニューとワンダーランドを建設すると発表した。2年後に、同社はルックアウト・マウンテン・インを建設する山頂までの曲がりくねった未舗装路を拡幅した。
1910年に、不動産開発業者のチャールズ・マンと電気技師のリチャード・シューメイカーが、ローレルキャニオンの入り口にあるローレル・キャニオン・パシフィック・エレクトリック・シャトルの停車場とサンセット・ブールバードを結ぶ「無軌道トロリー」（トロリーバス）路線を建設した。
1915年9月11日に旅客営業を開始したが、これは米国で初めての商用トロリーバスの運行だった。ローレル・キャニオン・パシフィック・エレクトリック・シャトルはサンセット・ブールバードにあるローレル・キャニオンの麓から、サンセット・ブールバードとガードナー・ストリートが交差するガードナー・ジャンクションのパシフィック電鉄ビバリーヒルズ線の駅（1451 N Gardner St, West Hollywood, CA 90046）まで運行しており、そして、ローレルキャニオン・ロードをサンセット・ブルーバードから上り、ルックアウト・マウンテン・ロードの基部にある「タバーン」と呼ばれる道路沿いの宿泊施設に訪れる人々に飲食サービスを提供していた。

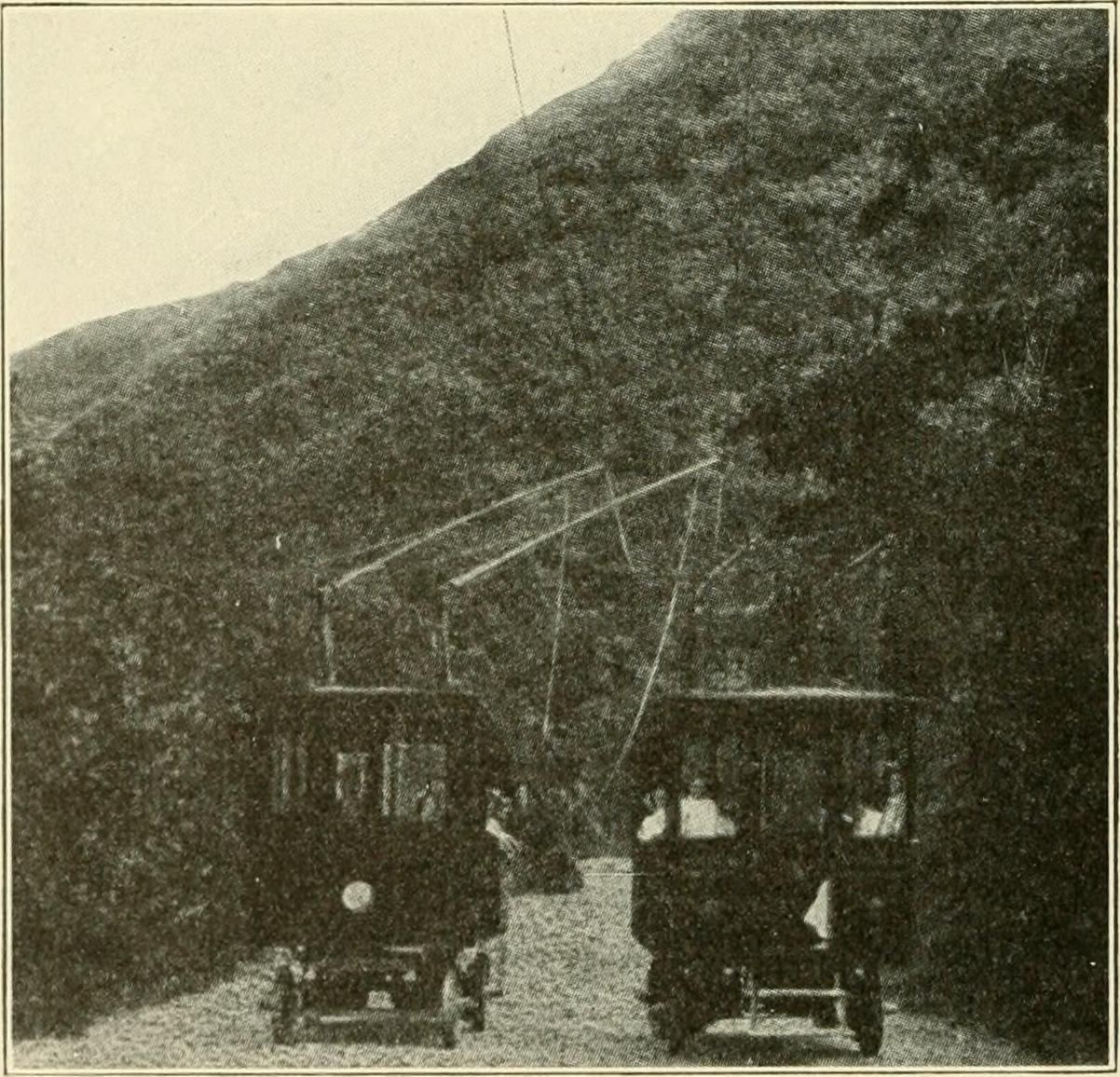
ローレル・キャニオン・ドライブですれ違うトロリーバス。右側のバスはトロリーポールをおろして、「惰性で坂を下っている」。

乗客16人を載せられる2台の車両は、2本のトロリーポールを備えており（1本が集電用、もう1本が接地用）、道路のどちら側を走る時にも使えるように左右に傾けることができたが、丘を上る時にだけ使用していた。2台の車両は実際にはガソリンエンジンを15馬力の電動機に挿げ替えたオールズモビルのバスだった。元々の車体は1912年に改装され、開放型の側面は閉ざされた。トロリーバスの営業は1915年にスタンレーの蒸気バスに置き換えられて終了し、頭上の架線は撤去された。1918年までシャトルサービスはロサンゼルスまで30分というスケジュールに合わせてローレル・キャニオンを上り下りした。パシフィック電鉄がパシフィック・ジャンクションとローレル・キャニオン・ブールバードの間の路面電車の運行を停止すると、需要が見込めなくなったためにシャトルサービスも廃止された。
1918年10月26日に、強いサンタアナ風に煽られた火災で約200エーカーが焼失し、ルックアウト・マウンテン・アベニューとサンセット・プラザ・ドライブの頂上のルックアウト・マウンテン・インも全焼した。1959年7月にも大規模火災が発生し、38軒が焼失した。
道路が改善され、自動車でのアクセスが可能となった。
2007年時点で、ルックアウト・マウンテン・アベニューとローレル・キャニオン・ブールバードの角（ローレル・キャニオン・ブールバード2401番）の空き地は、1915年に建てられた、80フィートのリビングルーム、床から天井までの暖炉、ボウリングレーン、屋内プールを備えた有名な「丸太小屋」邸宅のタバーンが建っていた場所である。。サイレント映画スターのトム・ミックスが住んでいたこともあるが、何年も貸家になっている。1968年にフランク・ザッパが借りて録音スタジオに改装し、有名人たちの溜まり場になっていた。しかし、ザッパは6ヶ月後に引っ越してしまった。この建物は1981年のハロウィンに全焼した。
道を渡ったローレル・キャニオン・ブールバード2400番には奇術師のハリー・フーディーニが1919年ごろに借りていたと思われる家があった。この家はもともとはウォーカーの邸宅だった。
ローレル・キャニオンは野生動物の住処としても知られており、少なくとも一頭の雄のマウンテン・ライオンの成獣が生息している。

### 1960年代と70年代のカウンターカルチャー
ローレル・キャニオンは1960年代中後期から1970年代前期にかけてカウンターカルチャーの活動と態度の結節点となり、ママス&パパスのキャス・エリオット、ジョニ・ミッチェル、フランク・ザッパ、ドアーズのジム・モリソン、キャロル・キング、バーズ、バッファロー・スプリングフィールド、キャンド・ヒート、ジョン・メイオール、イーグルスのメンバーたち、ラヴ (バンド)、ニール・ヤング、ザ・ビーチ・ボーイズのブライアン・ウィルソン、ジェームズ・テイラー、ジャクソン・ブラウン、ネッド・ドニヒー、ボニー・レイット、リンダ・ロンシュタット、ハリー・ニルソン、モンキーズのミッキー・ドレンツとピーター・トークなどの多数のロサンゼルスのロックミュージシャンが住んでいたことで有名になった。キャス・エリオットの家はローレル・キャニオンで最大のパーティハウスの一つとされ、当時の最もヒップなミュージシャンや映画スターがよく訪れて一晩中ドラッグ漬けになっていた。
同じくママス&パパスのジョン・フィリップスは、1967年に発表した「朝日をもとめて」はローレル・キャニオンの彼らの家から着想を得ている。翌年、ブルースアーチストのジョン・メイオールは、キャニオンで休暇を過ごす間の経験を基にしたアルバム『ローレル・キャニオンのブルース』を録音し、発表した。
この地域とその住人たちは、ジョニ・ミッチェルが1970年に発表したサードアルバム『レディズ・オブ・ザ・キャニオン』にインスピレーションを与えた。当時、ミッチェルが住んでいた家は、当時ミッチェルの恋人だったグラハム・ナッシュが書いたクロスビー、スティルス&ナッシュの『僕達の家』によって不朽のものとなった。3人はミッチェルの居間で出会い、初めて一緒に歌ったと言われている。
伝説的なロック写真家のヘンリー・ディルツもキャニオンの10人であり、風光明媚なキャニオンを背景にロックミュージシャンが気軽に交流する姿を写した歴史的な写真を数多く残している。ディルツの写真のいくつかは1960年代と1970年代のウェストコーストの音楽シーンを象徴するものとなり、それ以外にもCS&Nデビューアルバム『クロスビー、スティルス&ナッシュ』（近くのウェスト・ハリウッドで撮影）などの有名なアルバムのジャケットに使われた。

#### その後
ミュージシャンのジョシュ・ティルマンは、自分がファーザー・ジョン・ミスティの芸名での作品は、ローレル・キャニオンへの引越しと、個人的な改革に触発された部分があると述べている。2015年のアルバム『I Love You, Honeybear』収録の "I Went to the Store One Day" では、ティルマンがローレル・キャニオン・カントリー・ストアの駐車場で妻のエマと出会った経緯を歌っている。

### ワンダーランド殺人事件
1981年7月1日、ワンダーランド・ギャング（ワンダーランド・アベニュー8763を根城にしていたことに因む）の3人のメンバーと、関係者1人がワンダーランド殺人事件（「フォー・オン・ザ・フロア殺人事件」や「ローレル・キャニオン殺人事件」とも呼ばれる）で死亡した。ウェブメディアのSalon.comは「虐殺は、当時のカリフォルニア州知事ジェリー・ブラウンの自宅近くで行われた。ワンダーランド・アベニュー8763の自習自体には、一時期ポール・リヴィア&ザ・レイダーズが住んでいたと言われている」と報じている。

## 関連書籍
- Michael Walker, Laurel Canyon: The Inside Story of Rock 'n' Roll's Legendary Neighborhood, Farrar Straus and Giroux (May 16, 2006), hardcover, 277 pages, ISBN 0-571-21149-6 trade paperback (May 1, 2007); ISBN 0-86547-966-6.
- Barney Hoskyns, Hotel California: Singer-Songwriters and Cocaine Cowboys in the LA Canyons, 1967–1976, Harper Perennial (2006), Paperback, 316 pages, ISBN 0-00-717705-4
- Harvey Kubernik, Scott Calamar, Diltz, Henry, Lou Adler, Canyon of Dreams: The Magic and the Music of Laurel Canyon (Sterling Publishing, 2009), 384 pages, ISBN 978-1-4027-6589-6. Excerpts available at Google Books.
- David McGowan, Weird Scenes Inside the Canyon: Laurel Canyon, Covert Ops & the Dark Heart of the Hippie Dream, Headpress (18. April 2014), Paperback, 320 Pages, ISBN 978-1909394124